# Korn Ferry Tour
Le Korn Ferry Tour (en français : circuit de Korn Ferry) est un circuit professionnel de golf masculin créé en 1990. Il est nommé en lien avec le sponsoring de Korn Ferry.
Le Korn Ferry Tour est un circuit de développement du PGA Tour basé aux États-Unis disputé par des golfeurs professionnels, principalement américains à ses origines mais de plus en plus disputés par des golfeurs étrangers. Il permet aux golfeurs de pouvoir prétendre à intégrer le PGA Tour en y étant le principal pourvoyeurs de golfeurs puisque les 30 premiers du classement des gains obtiennent leurs places en PGA Tour l'année suivante. La saison 2024 se dispute autour de vingt-six tournois américains de janvier à octobre à l'exception d'évènements aux Bahamas, Panama, Colombie et Chili. Tous les tournois ont une dotation de 1000000 de dollars à l'exception des autres ultimes tournois dotés de 1500000 de dollars.
Certains golfeurs nommés « Joueur de l'année » sur ce circuit ont ensuite remporté un tournoi majeur tels que Tom Lehman, Stewart Cink, Zach Johnson, Jimmy Walker et Scottie Scheffler.

## Palmarès
| Année   | Meilleur joueur «Player of the Year» | Classement des gains  | Classement des gains  | Meilleur débutant         |
| Année   | Meilleur joueur «Player of the Year» | Vainqueur             | Dotation (US$)        | Meilleur débutant         |
| 1990    | Jeff Maggert                         | Jeff Maggert          | 108 644 $             |                           |
| 1991    | Tom Lehman                           | Tom Lehman            | 141 934 $             |                           |
| 1992    | John Flannery                        | John Flannery         | 16 415 $              |                           |
| 1993    | Sean Murphy                          | Sean Murphy           | 166 293 $             |                           |
| 1994    | Chris Perry                          | Chris Perry           | 167 148 $             |                           |
| 1995    | Jerry Kelly                          | Jerry Kelly           | 188 878 $             |                           |
| 1996    | Stewart Cink                         | Stewart Cink          | 251 699 $             |                           |
| 1997    | Chris Smith                          | Chris SmithSmith      | 225 201 $             |                           |
| 1998    | Bob Burns                            | Bob BurnsBurns        | 178 664 $             |                           |
| 1999    | Carl Paulson                         | Carl Paulson          | 223 051 $             |                           |
| 2000    | Spike McRoy                          | Spike McRoy           | 300 638 $             |                           |
| 2001    | Chad Campbell                        | Chad Campbell         | 394 552 $             |                           |
| 2002    | Patrick Moore                        | Patrick Moore         | 381 965 $             |                           |
| 2003    | Zach Johnson                         | Zach Johnson          | 494 882 $             |                           |
| 2004    | Jimmy Walker                         | Jimmy Walker          | 371 346 $             |                           |
| 2005    | Jason Gore                           | Troy Matteson         | 495 009 $             |                           |
| 2006    | Ken Duke                             | Ken Duke              | 382 443 $             |                           |
| 2007    | Nick Flanagan                        | Richard Johnson       | 445 421 $             |                           |
| 2008    | Brendon de Jonge                     | Matt Bettencourt      | 447 863 $             |                           |
| 2009    | Michael Sim                          | Michael Sim           | 644 142 $             |                           |
| 2010    | Jamie Lovemark                       | Jamie Lovemark        | 452 951 $             |                           |
| 2011    | J. J. Killeen                        | J. J. Killeen         | 414 273 $             |                           |
| 2012    | Casey Wittenberg                     | Casey Wittenberg      | 433 453 $             |                           |
| 2013    | Michael Putnam                       | Chesson Hadley        | 535 432 $             |                           |
| 2014    | Carlos Ortiz                         | Adam Hadwin           | 529 792 $             |                           |
| 2015    | Patton Kizzire                       | Patton Kizzire        | 567 865 $             |                           |
| 2016    | Wesley Bryan                         | Wesley Bryan          | 449 392 $             |                           |
| 2017    | Chesson Hadley                       | Chesson Hadley        | 562 475 $             |                           |
| 2018    | Im Sung-jae                          | Im Sung-jae           | 553 800 $             | Im Sung-jae               |
| Année   | Meilleur joueur «Player of the Year» | Classement des points | Classement des points | Meilleur débutant         |
| Année   | Meilleur joueur «Player of the Year» | Vainqueur             | Points                | Meilleur débutant         |
| 2019    | Scottie Scheffler                    | Scottie Scheffler     | 2 935                 | Scottie Scheffler         |
| 2020-21 | Stephan Jäger                        | Stephan Jäger         | 3 524                 | Greyson Sigg              |
| 2022    | Justin Suh                           | Justin Suh            | 2 935                 | Kim Seong-hyeon           |
| 2023    | Ben Kohles                           | Ben Kohles            | 1 893                 | Adrien Dumont de Chassart |